# Iris versicolor

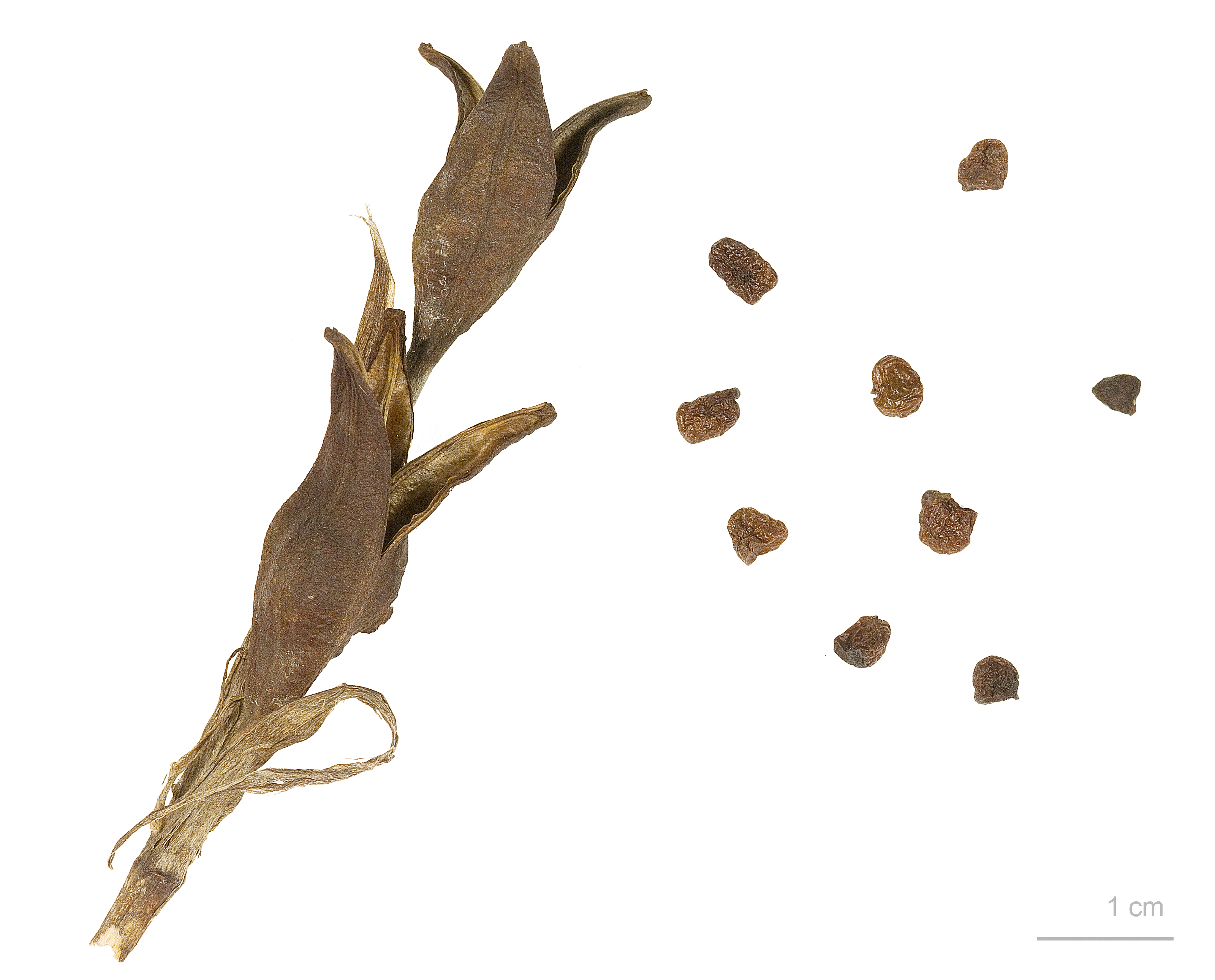
Iris versicolor

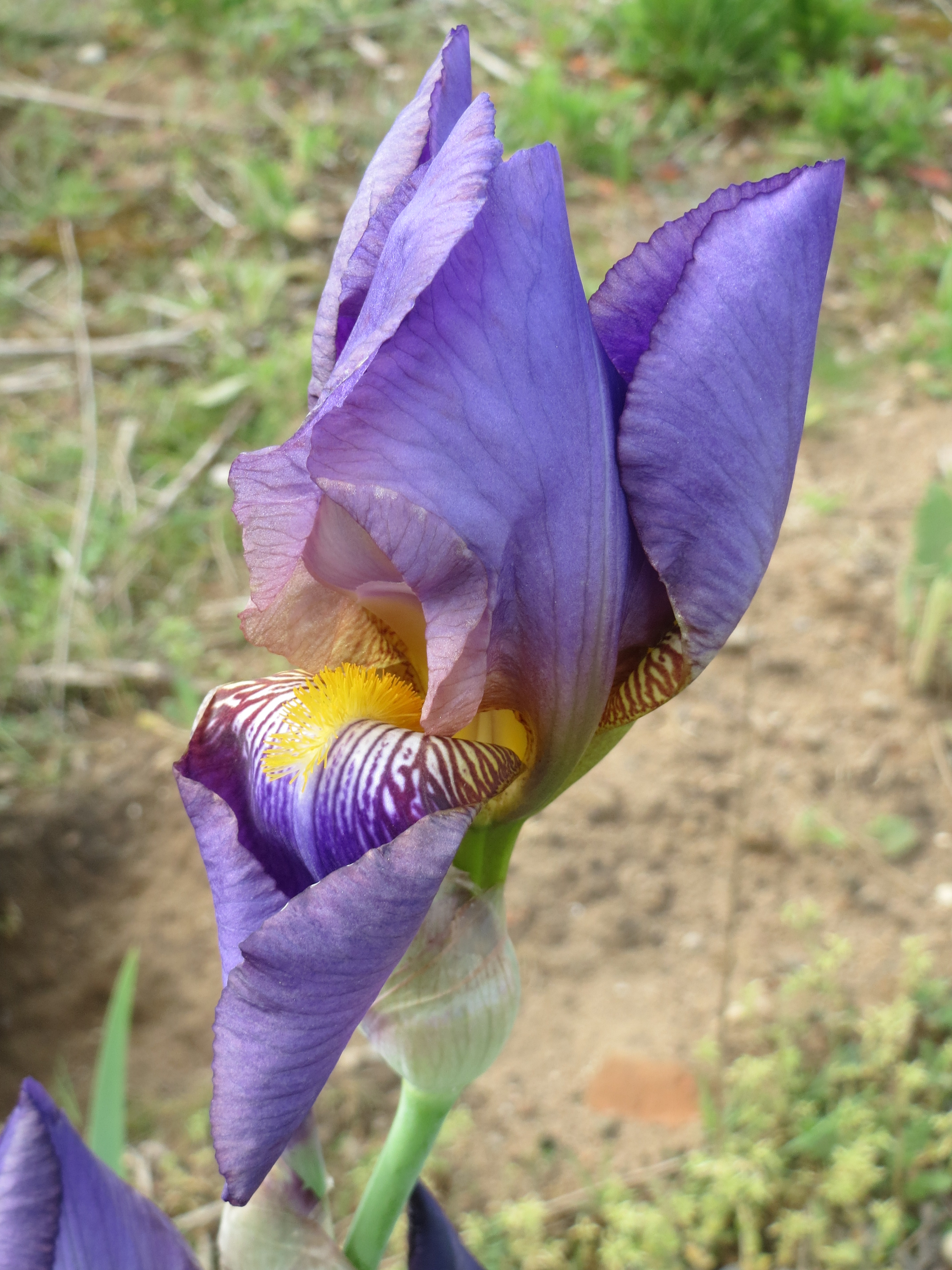
Inflorescencia

Iris versicolor es una especie perteneciente a la familia (Iridaceae), es natural de Norteamérica y crece en lugares encharcados y pantanosos.
También es comúnmente denominada lirio cualquier especie del género Iris.

## Características
Es una planta herbácea con raíz carnosa horizontal, cilíndrica y muy parecida a la del cálamo. Alcanza los 100 cm de altura con ramas y flexible. Las hojas son grandes de 30 cm de longitud con forma de espada recta y estriada. Las flores se agrupan en 2-6 y son de color azul o púrpura. Los sépalos son espatulados o lanceolados. El fruto es una cápsula con numerosas semillas planas.

## Propiedades
- El iris en dosis elevadas es un laxante potente.
- Recomendado en problemas hepáticos.
- Indicaciones: usado como estimulante, diurético, laxante, depurativo, antisifilítico. Se usa el rizoma.[1]

## Taxonomía
Iris versicolor, fue descrita por Carlos Linneo y publicado en Species Plantarum 1: 39. 1753.
Etimología
Iris: nombre genérico llamado así por Iris la diosa griega del arco iris.
versicolor: epíteto latíno que significa "de varios colores"
Sinonimia
- Xiphion versicolor (L.) Alef., Bot. Zeitung (Berlin) 21: 297 (1863).
- Limniris versicolor (L.) Rodion., Bot. Zhurn. (Moscow & Leningrad) 92: 552 (2007).
- Iris picta Mill., Gard. Dict. ed. 8: 16 (1768).
- Iris caurina Herb. ex Hook., Fl. Bor.-Amer. 2: 206 (1839).
- Iris flaccida Spach, Hist. Nat. Vég. 13: 41 (1846).
- Iris dierinckii K.Koch, Index Seminum (B) 1853: 17 (1853).
- Iris pulchella Regel, Gartenflora 8: 310 (1859).
- Iris boltoniana Regel, Index Seminum (LE) 1860: 31 (1860), nom. illeg.
- Xiphion flaccidum (Spach) Alef., Bot. Zeitung (Berlin) 21: 297 (1863).[5]

Símbolo patrio: Esta flor representa uno de los símbolos de la región de Quebec (Canadá).